# Merboltice
Obec Merboltice (německy Mertendorf) se nachází v okrese Děčín v Ústeckém kraji. Žije v ní 198 obyvatel. Obec leží v severovýchodní části Chráněné krajinné oblasti České středohoří. S platností od 1. ledna 2005 byly Merboltice prohlášeny Ministerstvem kultury ČR vesnickou památkovou zónou.

## Historie
První písemná zmínka o sídle, označeném jako Merbotonis villa, pochází z roku 1352. V roce 1357 byl v této vsi zmíněn i farář, což napovídá, že zde v této době zřejmě už byl i kostel. Merboltice byly založeny v údolí podél toku Merboltického potoka (německy Triebschbach) jako lesní lánová ves s typickým uspořádáním plužin, táhnoucích se od jednotlivých usedlostí až na okolní hřebeny.
Až do 16. století patřily Merboltice k panství hradu Scharfenstein (Ostrý), později byly součástí konojedského panství. Dne 13. října 1788 navštívil Merboltice rakouský císař Josef II.

### Kostel
Merboltický kostel byl spolu s místním hřbitovem zlikvidován na základě rozhodnutí představitelů KSČ v roce 1975. V roce 2000 Merboltičtí obnovili místní hřbitov a posléze byla opravena i zvonice. V přízemí zvonice byla zřízena kaple sv. Kateřiny a z prostředků veřejné sbírky byl pořízen i nový zvon. Kaple a zvon byly slavnostně vysvěceny 8. května 2004.

### Hřbitov
Hřbitov byl zničen po roce 1975 a s přispěním místních občanů obnoven až v letech 1999 – 2001. V roce 2010 byla na hřbitově zřízena výsypová a rozptylová loučka a byl sem také přemístěn zapomenutý německý pomník obětem první světové války.

### Rozhledna
V roce 2006 byla dokončena stavba dřevěné rozhledny na Strážném vrchu (601 m n. m.).

### Soutěž Vesnice roku
V soutěži Vesnice roku získaly Merboltice v roce 1998 bílou stuhu za práci s dětmi, v roce 1999 čestné uznání za rozvoj vesnice a v roce 2010 čestné uznání za příkladnou péči o historickou zástavbu (pod vedením starostky Hany Kučerové).

## Obyvatelstvo
|           | 1869  | 1880  | 1890 | 1900 | 1910 | 1921 | 1930 | 1950 | 1961 | 1970 | 1980 | 1991 | 2001 | 2011 |
| --------- | ----- | ----- | ---- | ---- | ---- | ---- | ---- | ---- | ---- | ---- | ---- | ---- | ---- | ---- |
| Obyvatelé | 1 065 | 1 027 | 958  | 965  | 935  | 875  | 864  | 307  | 269  | 186  | 124  | 97   | 117  | 175  |
| Domy      | 194   | 194   | 195  | 198  | 195  | 195  | 192  | 179  | 78   | 54   | 46   | 120  | 151  | 148  |

## Pamětihodnosti
- Středověká zvonice – kulturní památka, základní oprava byla provedena v roce 1997, další opravy probíhaly až do roku 2010. V prosinci roku 2003 byl ze sbírky zakoupen zvon Kateřina a 8. 5. 2004 byl společně s novým hřbitovem a nově zřízenou kaplí sv. Kateřiny ve zvonici vysvěcen.
- Nový hřbitov, postavený merboltickými občany v letech 1999 – 2000
- Kamenné klenuté mosty přes Merboltický potok (13 mostů), jejichž oprava proběhla v roce 2010
- Vodní mlýn čp. 98
- Roubené chalupy – kulturní památky
- Památné stromy – lípa srdčitá u čp. 59, dub letní u čp. 22
- Přírodní rezervace Kamenná hůra
- Rozhledna na Strážném vrchu
- kostel svaté Kateřiny (první písemná zmínka z roku 1352) zbořen v roce 1975, obraz z hlavního oltáře přenesen do kostela ve Verneřicích

## Galerie

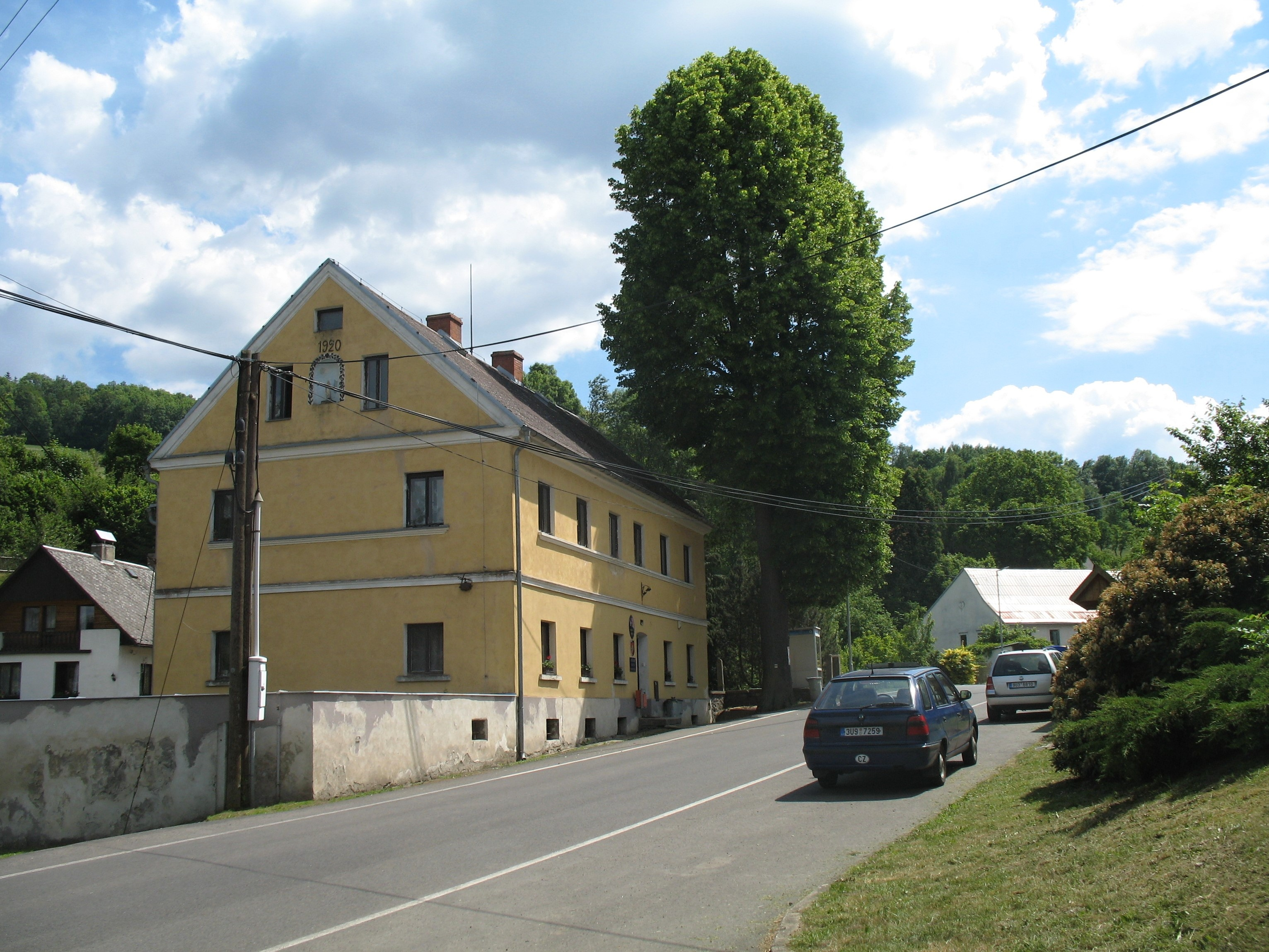
Obecní úřad
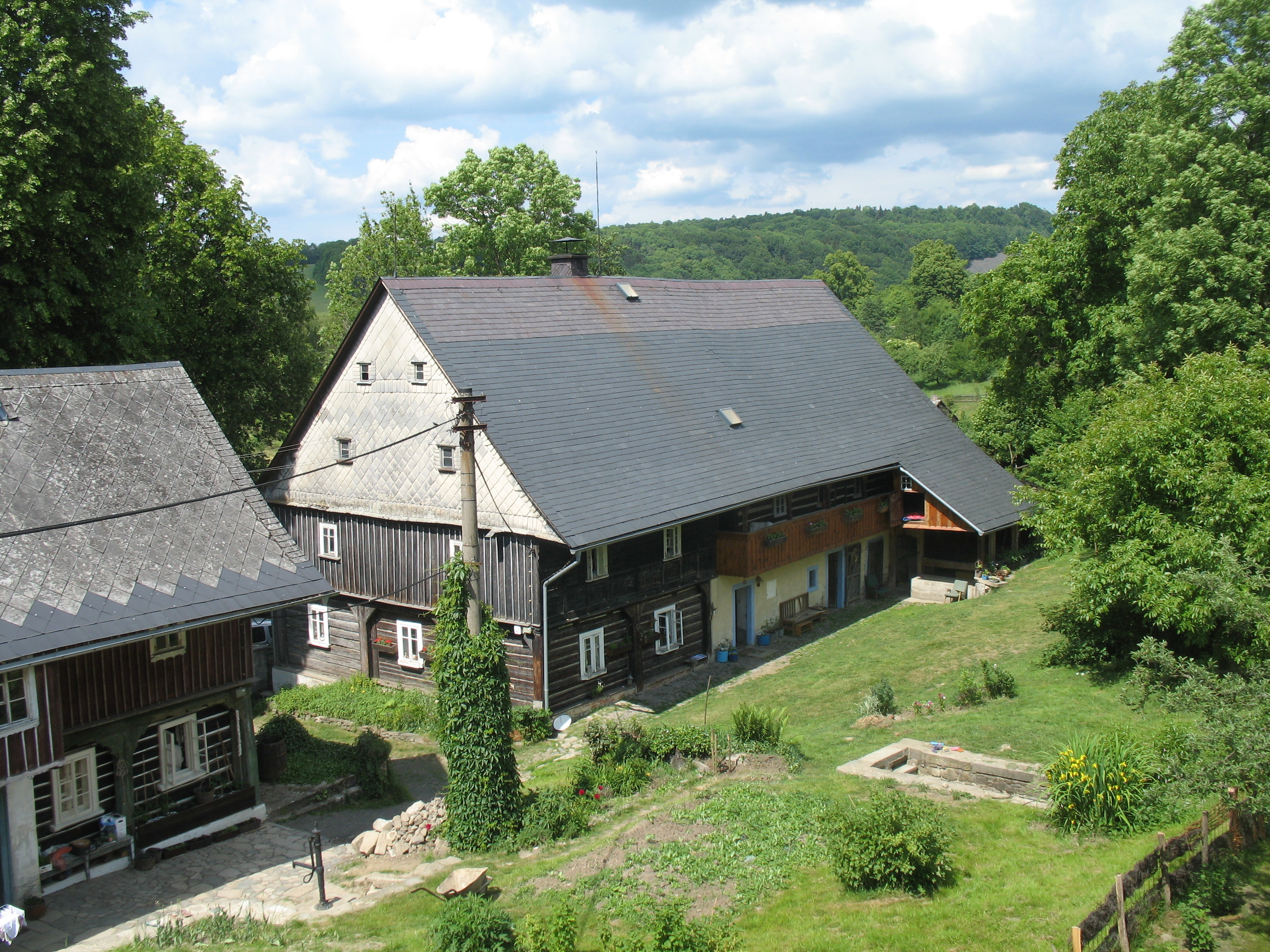
Bývalý Röslerův statek
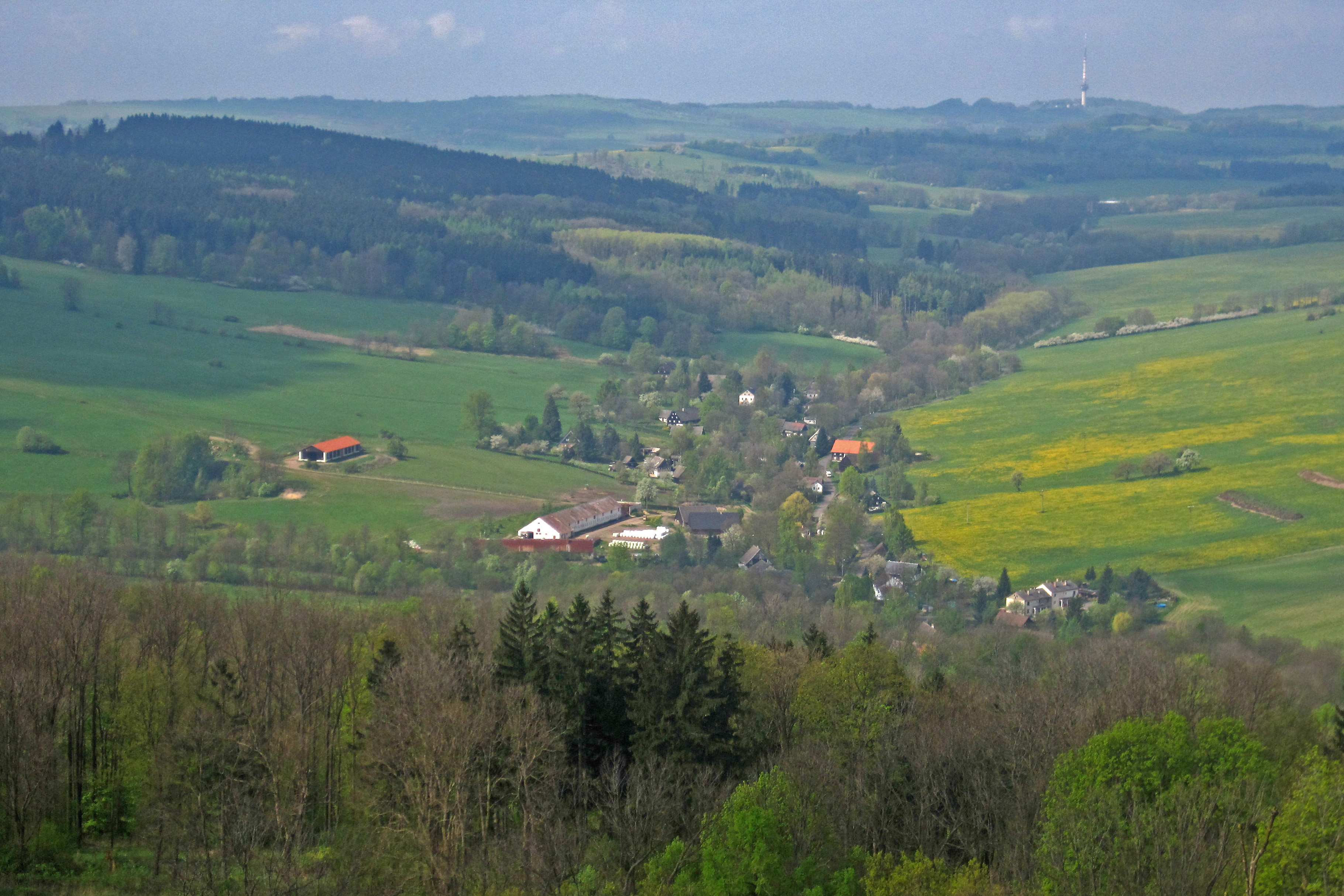
Horní část obce
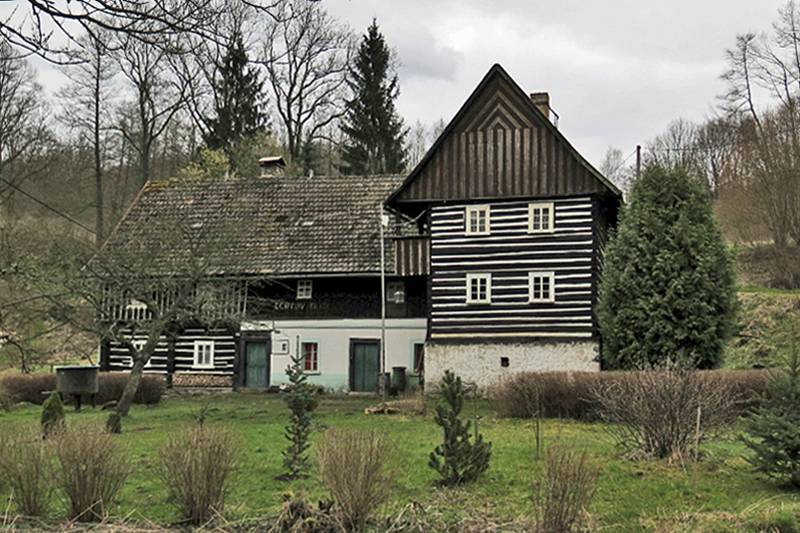
Usedlost čp. 98
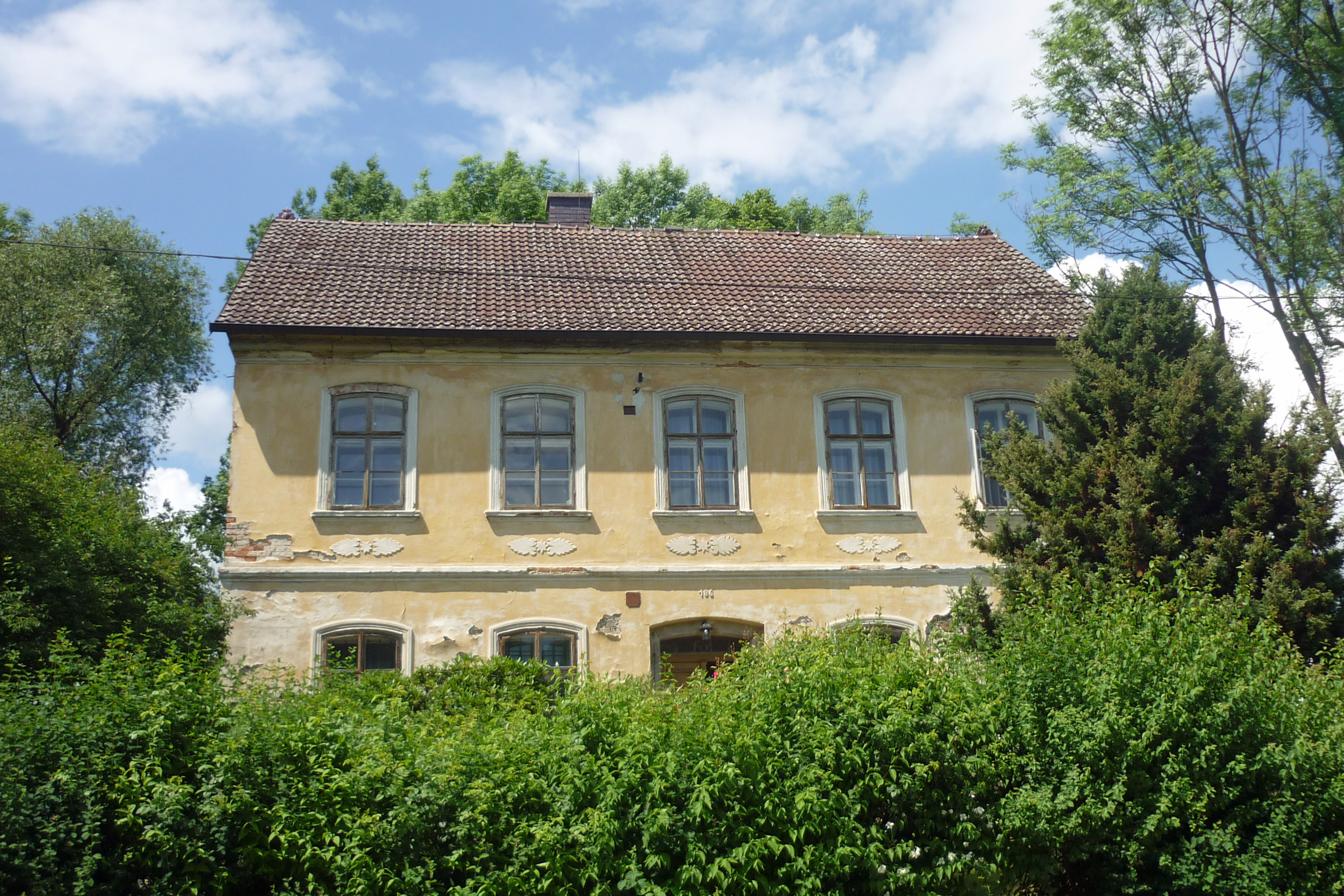
Bývalá fara
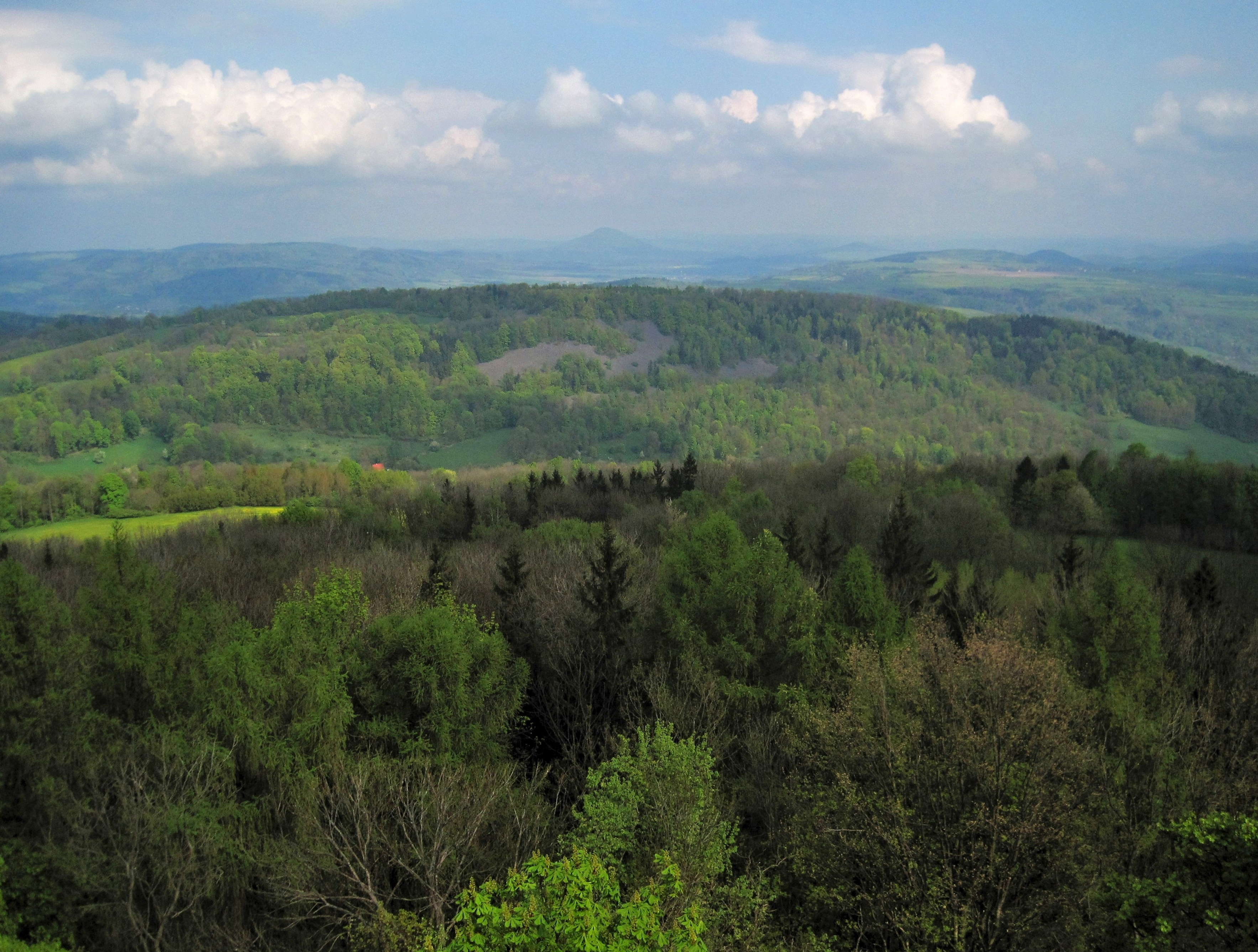
Kamenná hůra

### Lieratura
- HANZLÍK, Jan; SELLNEROVÁ, Eva; VESELÁ, Hana. Vývoj plužiny v Merbolticích od 17. století. Průzkumy památek. 2014, roč. XXI, čís. 2, s. 181–19. ISSN 1212-1487.